# 디비시옹 엘리트
디비시옹 엘리트(프랑스어: Division Élite)는 1926년 창설되어 FFBS가 주관하는 프랑스의 프로 야구 리그이다. 8개팀으로 구성되어 있으며 시즌경기는 매년 28경기를 치른다. Paris UC가 22번째 우승을 함으로써 가장 많은 트로피를 보유하고 있다. 승강제 시스템이 있으며 시즌 순위 하위 2팀은 2부리그 상위팀과 플레이오프를 거쳐 승강 여부를 결정한다. 나머지 상위 6팀중 하위 4팀은 준 플레이오프를 통해 플레이오프 진출 2팀을 가리며 이 2팀은 시즌 순위 상위2팀과 플레이오프를 진행해 최종적으로 남은 2팀이 디비전 1 챔피언을 경쟁하게 된다.

## 역사
프랑스에 야구가 전해진 것은 제1차 세계 대전 중인 것으로 알려져 있다. 대전 중에 프랑스에 온 미군에 메이저 리그 선수들이 몇 명 정도 있었으며, 그들이 주둔중인 지역의 프랑스 인 에게 야구를 가르쳤다는 것이다. 대전이 종결로 향하는 1918년 4월 19일, 미국의 프랭크 B 엘리스를 회장으로 한 파리 야구 협회가 설립 되었고 미군에서 공급 된 용품으로 토너먼트 대회가 개최된다.
1924년에는 시카고 화이트 삭스와 뉴욕 자이언츠 (현 샌프란시스코 자이언츠)가 프랑스를 방문해 시범경기를 진행되었는데 이 경기에 많은 관객이 열광한 것을 보고, 프랑스 야구 협회가 창설로 이어졌다고 한다. 1926년에는 현재의 최상위 리그 디비전 1이 창설되었고 첫 국제 경기는 1929년 바르셀로나에서 스페인을 상대로 이루어졌다는 기록이있다.
1926년부터 34년까지, 그리고 전쟁 전후 54,55년 2년 동안 리그가 진행되는 등 재개와 중단을 하다 1963년도부터 본격적으로 리그가 매년 진행되어 현재에 이르게 된다.

## 출전팀
| 구단                         | 연고지             | 창단일 | 경기장                      | 우승 |
| ---------------------------- | ------------------ | ------ | --------------------------- | ---- |
| Arvernes de Clermont-Ferrand | 아르베르느         | 1992년 | Stade des Cézeaux           | 0    |
| French Cubs de Chartres      | 샤르트르           | 1986년 | Terrain de Gellainville     | 0    |
| Barracudas de Montpellier    | 몽펠리에           | 1985년 | Greg Hamilton baseball park | 3    |
| Paris Université Club        | 파리               | 1923년 | Stade Pershing              | 22   |
| Huskies de Rouen             | 루앙               | 1986년 | Terrain Pierre Rolland      | 14   |
| Lions de Savigny-sur-Orge    | 사비니 쉬르 오르주 | 1982년 | Parc Jean-Moulin            | 5    |
| Templiers de Sénart          | 사비니 르 템플     | 1987년 | Stade des Templiers         | 1    |
| Stade Toulousain Baseball    | 툴루즈             | 1987년 | Stade Kandy-Nelson          | 0    |

## 역대 우승팀
- 1995: Barracudas Montpellier
- 1996: Jimmer's de Saint-Lô
- 1997: Jimmer's de Saint-Lô
- 1998: Lions de Savigny
- 1999: Lions de Savigny
- 2000: Paris UC
- 2001: Lions de Savigny
- 2002: Lions de Savigny
- 2003: Rouen Huskies
- 2004: Lions de Savigny
- 2005: Rouen Huskies
- 2006: Rouen Huskies
- 2007: Rouen Huskies
- 2008: Rouen Huskies
- 2009: Rouen Huskies
- 2010: Rouen Huskies
- 2011: Rouen Huskies
- 2012: Rouen Huskies
- 2013: Rouen Huskies
- 2014: Templiers de Sénart
- 2015: Rouen Huskies
- 2016: Rouen Huskies
- 2017: Rouen Huskies
- 2018: Rouen Huskies

## 같이 보기
- 프랑스 야구 국가대표팀